# Screaming Bloody Murder (single)
Screaming Bloody Murder is de eerste single van het vijfde album van Sum 41 genaamd Screaming Bloody Murder, uitgekomen op 7 februari 2011.
De werktitel van het nummer was Panic Attack, Tom Thacker had het voor Gobs album Muertos Vivos geschreven, het nummer haalde het album niet en is door Thacker en Whibley herschreven.

## Release
Op 8 januari werd bekendgemaakt dat de single in Europa op 7 februari en in de Verenigde Staten op 8 februari uit zou komen. De single is alleen te downloaden op iTunes of Amazon.com. Een maand voor hij uitkwam had Screaming Bloody Murder zijn wereldwijde première op 13 januari 2011 op een Amerikaanse radiostation

## Release geschiedenis
| Regio            | Datum           |
| ---------------- | --------------- |
| Europa           | 7 februari 2011 |
| Verenigde Staten | 8 februari 2011 |